# M&Aサクシード
M&Aサクシード（旧ビズリーチ・サクシード）は、ビズリーチが開発したM&Aプラットフォーム。

## 概要
ビズリーチが2017年11月末からサービスを開始した、M&Aプラットフォームサービス。
2020年2月よりグループ会社のビジョナル・インキュベーション株式会社が運営していたが、2021年11月に組織再編に伴い、株式会社M&Aサクシードに社名変更した。
オンラインによる法人・審査制M&Aマッチングサービスを提供している。

## 沿革
- 2017年（平成29年）11月 - サービス開始[2]
- 2018年（平成30年）
  - 1月 - 買い手登録企業数100社突破
  - 2月 - 浜松信用金庫と業務提携[3]
  - 3月 - 千葉銀行と業務提携[4]
  - 6月 - 三重県と包括提携[5]
  - 11月 - ゴーゴーカレーグループの事業承継公募を開始[6]
- 2019年（令和元年）11月 - 横浜市と協定[7]
- 2020年（令和2年）
  - 1月 - M&Aアドバイザーアワードを初開催[8]
  - 3月 - 買い手登録企業5,000社、売却希望案件数2,000件を突破
  - 4月 - 中小企業庁と合同で事業承継補助金オンラインセミナーを開催[9]
  - 6月 - 神奈川銀行と業務提携[10]
  - 6月 - 尼崎信用金庫と業務提携[11]
  - 8月 - 京都中央信用金庫と連携開始[12]
  - 10月 - 中小企業庁が事業引継ぎ支援センターの連携先として選定[13]
  - 10月 - 城南信用金庫と連携開始[14]

- 2021年（令和3年）
  - 2月 - M&Aアドバイザーアワード2021を開催[15]
  - 2月 - 静岡商工会議所（静岡県事業引継ぎ支援センター）と連携開始[16]
  - 5月 - M&A成約企業データを初公開[17]
  - 12月 - 愛知県信用保証協会と業務提携[18]
- 2022年（令和4年）
  - 6月 - 「ビズリーチ・サクシード」から「M&Aサクシード」に名称変更[19]
  - 6月 - 大阪府と連携開始[20]